# Finland i olympiska sommarspelen 1988
Finland deltog i de olympiska sommarspelen 1988 med en trupp bestående av 78 deltagare, och totalt blev det fyra finländska medaljer.

## Medaljer

### Guld
- Tapio Korjus - Friidrott, spjutkastning.

### Silver
- Harri Koskela - Brottning, grekisk-romersk stil, lätt tungvikt.

### Brons
- Tapio Sipilä - Brottning, grekisk-romersk stil, lättvikt.
- Seppo Räty - Friidrott, spjutkastning.

## Bågskytte
Damernas individuella
- Päivi Aaltonen — Sextondelsfinal (→ 20:e plats)
- Jutta Poikolainen — Inledande omgång (→ 55:e plats)
- Minna Heinonen — Inledande omgång (→ 56:e plats)

Herrarnas individuella
- Pentti Vikström — Kvartsfinal (→ 7:e plats)
- Tomi Poikolainen — Semifinal (→ 11:e plats)
- Ismo Falck — Inledande omgång (→ 27:e plats)

Damernas lagtävling
- Aaltonen, Poikolainen och Heinonen — Inledande omgång (→ 13:e plats)

Herrarnas lagtävling
- Vikstrom, Poikolainen och Falck — Semifnial (→ 4:e plats)

## Cykling
Damernas linjelopp
- Tea Vikstedt-Nyman — 2:00:52 (→ 43:e plats)

## Friidrott
Herrarnas längdhopp
- Jarmo Kärnä
  - Kval — 7,90m
  - Final — 7,82m (→ 10:e plats)

Herrarnas släggkastning
- Harri Huhtala
  - Kval — 77,34m
  - Final — 75,38m (→ 9:e plats)

- Juha Tiainen
  - Kval — 73,24m (→ gick inte vidare)

Herrarnas spjutkastning
- Tapio Korjus
  - Kval — 81,42m
  - Final — 84,28m (→  Guld)

- Seppo Räty
  - Kval — 81,62m
  - Final — 83,26m (→  Brons)

- Kimmo Kinnunen
  - Kval — 80,24m
  - Final — 78,04m (→ 10:e plats)

Herrarnas 50 kilometer gång
- Reima Salonen
  - Final — 3'51:36 (→ 18:e plats)

Herrarnas tiokamp
- Petri Keskitalo — 8143 poäng (→ 11:e plats)
  1. 100 meter — 10,94s
  2. Längd — 7,56m
  3. Kula — 15,34m
  4. Höjd — 1,97m
  5. 400 meter — 49,94s
  6. 110m häck — 14,25s
  7. Diskus — 41,86m
  8. Stav — 4,80m
  9. Spjut — 66,64m
  10. 1 500 meter — 4:55,89s

Damernas maraton
- Tuija Jousimaa
  - Final — 2:43:00 (→ 41:e plats)

- Sinikka Keskitalo
  - Final — 2:43:00 (→ 42:e plats)

Damernas spjutkastning
- Päivi Alafrantti
  - Kval — 62,82m
  - Final — 58,20m (→ 10:e plats)

- Tiina Lillak
  - Kval — 60,06m (→ gick inte vidare)

- Tuula Laaksalo
  - Kval — 60,64m (→ gick inte vidare)

Damernas sjukamp
- Satu Ruotsalainen
  - Slutligt resultat — 6101 poäng (→ 15:e plats)

- Ragne Kytölä
  - Slutligt resultat — 5686 poäng (→ 21:e plats)

## Fäktning
Herrarnas värja
- Lars Winter